# Jorge Maciel Andrés
Jorge Maciel Andrés (La Guardia, 31 de agosto de 1970) es un deportista español que compitió en vela en la clase Mistral.
Ganó una medalla de bronce en el Campeonato Europeo de Mistral de 1999. Participó en dos Juegos Olímpicos de Verano, ocupando el 15.º lugar en Atlanta 1996 y el 22.º en Sídney 2000, en la clase Mistral.

## Palmarés internacional
| \| Campeonato Europeo \| Campeonato Europeo \| Campeonato Europeo \| Campeonato Europeo \| \| Año \| Lugar \| Medalla \| Clase \| \| ------------------ \| ------------------ \| ------------------ \| ------------------ \| \| 1999 \| Puck ( Polonia) \| Medalla de bronce \| Mistral \| |                 |                   |         |
| Campeonato Europeo |                 |                   |         |
| Año | Lugar           | Medalla           | Clase   |
| 1999 | Puck ( Polonia) | Medalla de bronce | Mistral |